# Obserwator (tygodnik)
Obserwator – Tygodnik Spraw Lokalnych – tygodnik lokalny ukazujący się w latach 2007-2009 na terenie powiatu tureckiego oraz gminy Uniejów (powiat poddębicki). Redaktorem naczelnym był Grzegorz Antosik.
Pismo prezentowało najważniejsze dla powiatu wydarzenia samorządowe, gospodarcze, kulturalne i sportowe.
Z dniem 30 czerwca 2009 roku pismo zawiesiło swoją działalność aż do odwołania.